# Tarlton
Tarlton és una vila dels Estats Units a l'estat d'Ohio. Segons el cens del 2000 tenia 298 habitants.

## Demografia
Segons el cens del 2000, Tarlton tenia 298 habitants, 102 habitatges, i 75 famílies. La densitat de població era de 273,9 habitants/km².
Dels 102 habitatges en un 38,2% hi vivien nens de menys de 18 anys, en un 56,9% hi vivien parelles casades, en un 8,8% dones solteres, i en un 25,5% no eren unitats familiars. En el 23,5% dels habitatges hi vivien persones soles el 13,7% de les quals corresponia a persones de 65 anys o més que vivien soles. El nombre mitjà de persones vivint en cada habitatge era de 2,92 i el nombre mitjà de persones que vivien en cada família era de 3,39.
Per edats la població es repartia de la següent manera: un 31,2% tenia menys de 18 anys, un 7,4% entre 18 i 24, un 30,5% entre 25 i 44, un 19,8% de 45 a 60 i un 11,1% 65 anys o més.
L'edat mediana era de 36 anys. Per cada 100 dones de 18 o més anys hi havia 107,1 homes.
La renda mediana per habitatge era de 31.875 $ i la renda mediana per família de 43.125 $. Els homes tenien una renda mediana de 30.938 $ mentre que les dones 25.625 $. La renda per capita de la població era de 13.379 $. Aproximadament el 9% de les famílies i el 6% de la població estaven per davall del llindar de pobresa.

## Poblacions properes
El següent diagrama mostra les poblacions més properes.